# John Cordts
Pas d'image ? Cliquez ici
John Cordts, né le 23 juillet 1935 à Hambourg, Allemagne, est un pilote automobile canadien. Il a fait son apparition en F1 lors du GP du Canada 1969.

## Biographie
Durant son enfance, John Cordts s'est beaucoup déplacé dans le monde: en effet, le Canadien a bien vécu au Canada, mais il est né à Hambourg. Il a ensuite grandi en Suède, puis lui et sa famille ont décidé de partir pour la Canada en 1955.
En 1969, il s'engage pour le GP du Canada 1969, au volant d'une Brabham BT23B privée de l'écurie Paul Seitz. Il se rate pendant les qualifications, en se classant 19e, l'équivalent d'avant-dernier. En course, il dut renoncer au dixième tour à cause d'une fuite d'huile, alors qu'il occupait l'avant-dernière place, devant l'autre un autre piloté privée du Canada, Al Pease, qui sera finalement disqualifié, car il était trop lent, au volant d'une Eagle privée de John Maryon. En dehors de la F1, il connut le succès dans les voitures de sports en Canada et aux États-Unis, avec une McLaren M2B lancée par l'écurie Dave Billes's Performance Engineering. Plus tard, Il court en Can-Am Series entre 1968 et 1974, au volant d'une McLaren-Chevrolet. Il était un des plus réguliers des pilotes de ce championnat. Son meilleur résultat était une deuxième place à Elkhart Lake, lors de la saison 1974. Mais au fil du temps, il perd de la crédibilité, à cause de ses nombreuses pistes. Il était, également, engagé dans le championnat Trans-Am Series, au volant d'une Pontiac Firebird, connue sous le nom de "Tirebird". Il reçut, en 2003, le Motorsport Hall of Fame Canadien pour sa carrière automobile sur les pistes.
Depuis, John Cordts a abandonné la carrière automobile pour s'intéresser à sa vie privée dans le Canada occidental où il est connu pour ses coupages de bois et la publication d'un autobiographie, Blood Sweat & Turnips.

## Résultats en Championnat du Monde de Formule 1
| Saison | Ecurie     | Châssis       | Moteur            | Pneus  | GP disputé | Qualification | Classement course     | Points | Classement championnat |
| ------ | ---------- | ------------- | ----------------- | ------ | ---------- | ------------- | --------------------- | ------ | ---------------------- |
| 1969   | Paul Seitz | Brabham BT23B | Climax 4 en ligne | Dunlop | Canada     | 19e           | Abandon Fuite d'huile | 0      | n.c.                   |